# Rauf Rashid Abd al-Rahman
Raʾūf Rashīd ʿAbd al-Rahmān (in arabo  رؤوف رشيد عبد الرحمن‎?; Halabja, 13 novembre 1941) è un magistrato iracheno di etnia curda.
È stato presidente ad interim del tribunale speciale iracheno per i crimini del regime di Saddam Hussein.

## Biografia
Originario di Halabja, ha conseguito la laurea in legge presso la Facoltà di giurisprudenza dell'Università di Baghdad nel 1963, ed ha lavorato in seguito come avvocato sia a Baghdad che nella città curda di al-Sulaymaniyya.
Nel 1996 divenne presidente della corte d'appello del Kurdistan, organo con giurisdizione nell'area autonoma curda a nord del paese, che risultava fuori dal controllo della forze di Saddam Hussein. Ha sostituito Rizgar Mohammed Amin come presidente della giuria nel processo contro il regime di Saddam Hussein il 23 gennaio 2006.
Rizgar Mohammed Amīn aveva rassegnato le dimissioni dopo le critiche della stampa irachena perché appariva troppo conciliante verso la difesa.